# فرودگاه منطقه‌ای شهرستان سنتر–پیدمونت–چروک
فرودگاه منطقه‌ای شهرستان سنتر–پیدمونت–چروک (به انگلیسی: Centre–Piedmont–Cherokee County Regional Airport) یک فرودگاه همگانی است که یک باند فرود آسفالت دارد و طول باند آن ۱۶۷۶ متر است. این فرودگاه در شهر سنتر، آلاباما کشور ایالات متحده آمریکا قرار دارد و در ارتفاع ۱۸۱ متری از سطح دریا واقع شده‌است.